# Esmola

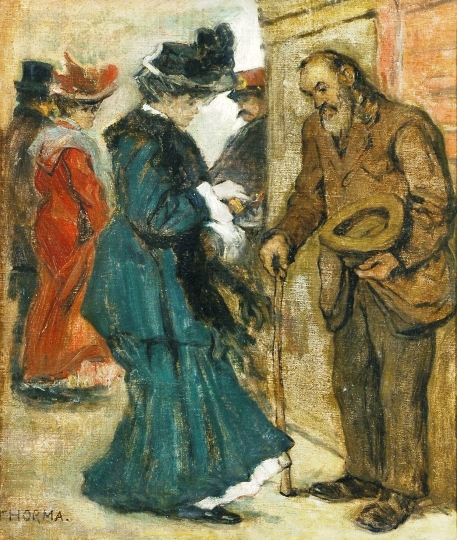
Mulher dando esmolas, por János Thorma.

Esmola é uma pequena quantia de dinheiro dada a um pedinte por caridade. É considerada por várias religiões um ato caridoso feito aos necessitados. Pode significar também concessão, graça ou favor. Nas religiões abraâmicas, esmolas são dadas para beneficiar os pobres. No budismo, esmolas são dadas por leigos para monges e freiras para conseguir méritos e bênçãos e assegurar a continuidade monástica.
Para a Igreja Católica é um dos três atos de caridade, igualando-se à fé e oração. Também é considerada como um ato de penitência, a ser praticado especialmente em alguns tempos, como Quaresma e Advento. É um testemunho de caridade fraterna; é também uma prática de justiça que agrada a Deus.
São Roberto Belarmino cita cinco vantagens da esmola:
1. são uma satisfação por pecados cometidos
2. acumulam méritos para a vida eterna
3. trazem o perdão dos pecados
4. aumentam a confiança em Deus
5. inspira os pobres a rezarem por seus benfeitores

No entanto, muitos julgam que dar esmolas pode induzir a preguiça e exploração de menores, especialmente quando dadas livremente nas ruas [carece de fontes?].